# Maddalena Laura Sirmen
Maddalena Laura Sirmen, także Syrmen, z domu Lombardini (ur. 9 grudnia 1745 w Wenecji, zm. 18 maja 1818 tamże) – włoska kompozytorka, skrzypaczka i śpiewaczka.

## Życiorys
Ukończyła Conservatorio dei Mendicanti w Wenecji, uczyła się też w Padwie u Giuseppe Tartiniego. W 1767 roku poślubiła skrzypka Lodovico Sirmena. W 1768 roku wraz z mężem odwiedziła Paryż, odnosząc jako skrzypaczka sukces w Concert Spirituel. W latach 1772–1773 koncertowała w Londynie. Występowała też jako śpiewaczka, w 1782 roku dostała angaż do opery dworskiej w Dreźnie. W 1785 roku w Paryżu po raz ostatni wystąpiła publicznie jako skrzypaczka. Później zaprzestała działalności artystycznej.

## Twórczość
Skomponowała 6 kwartetów smyczkowych, 6 koncertów skrzypcowych, 6 triów na dwoje skrzypiec i wiolonczelę obbligato, 6 duetów na dwoje skrzypiec. Twórczość Sirmen należy stylistycznie do okresu wczesnoklasycznego, jej koncerty skrzypcowe mają budowę 3-częściową. W swoim czasie była wysoko ceniona, jednak jej twórczość szybko popadła w zapomnienie.